# Kornei Iwanowitsch Tschukowski

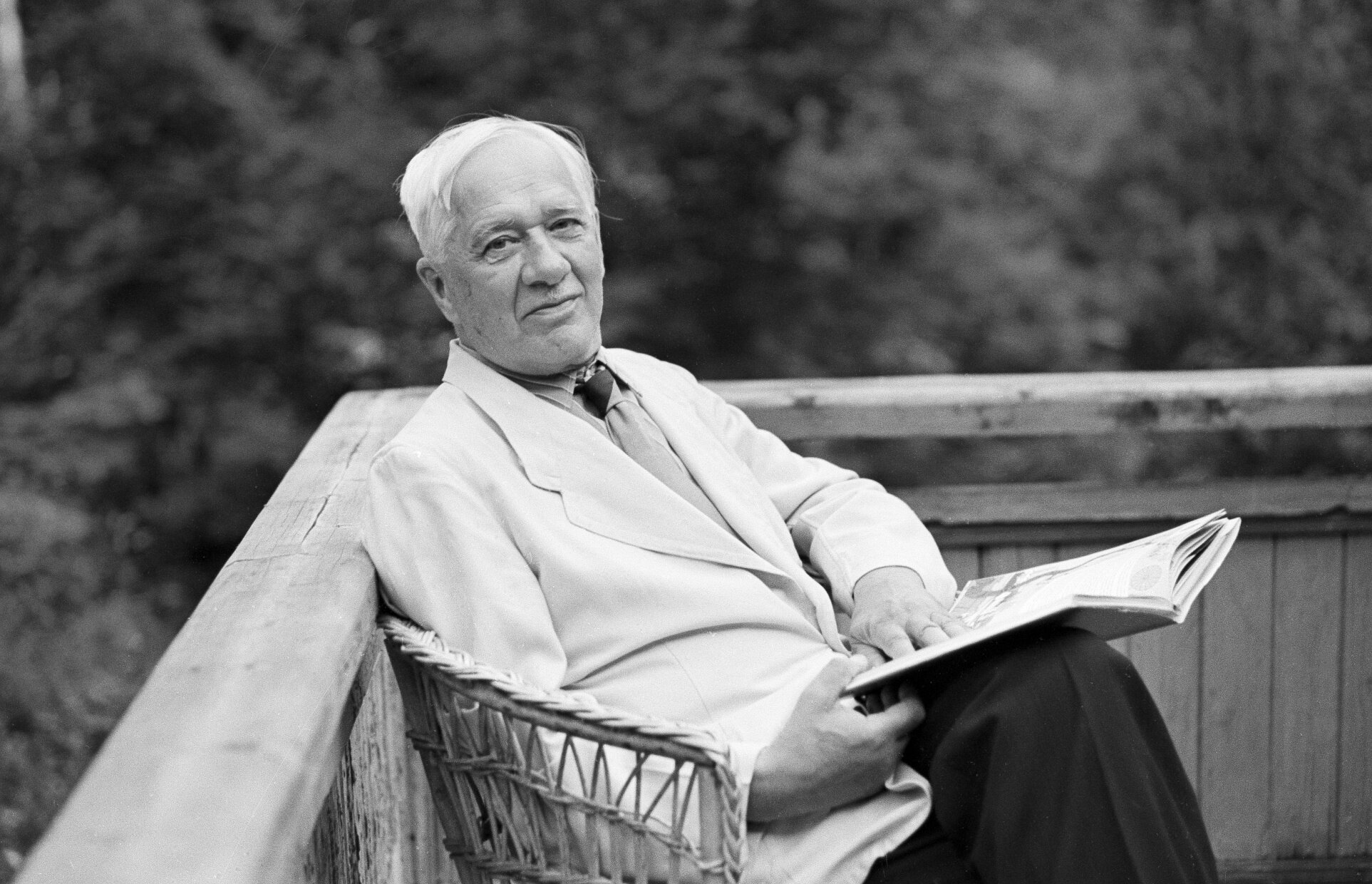
Kornei Tschukowski, 1958

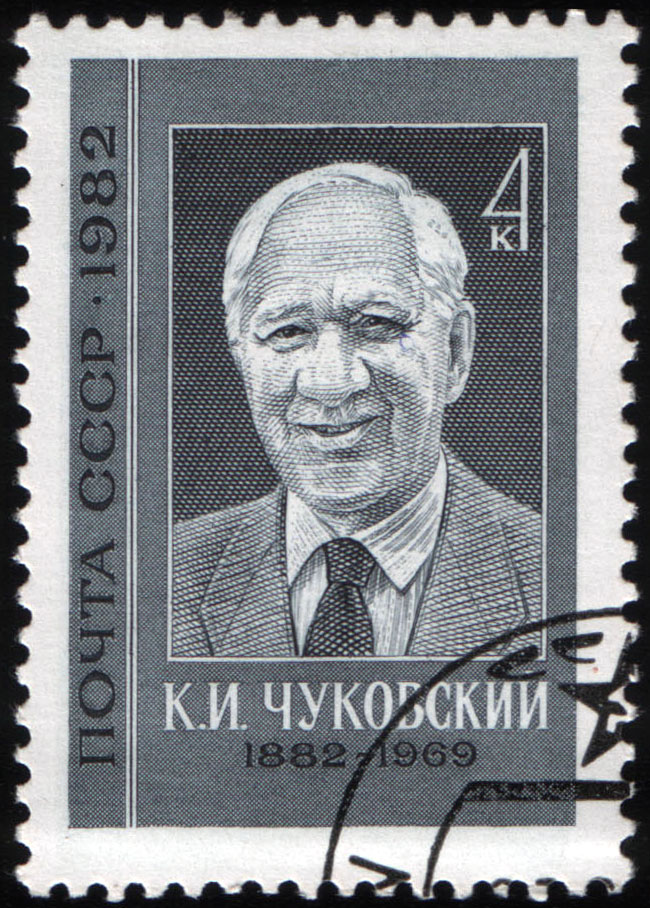
Sowjetische Briefmarke zu Ehren Tschukowskis, 1982 (Michel 5164, Scott 5033)

Kornei Iwanowitsch Tschukowski (russisch Корней Иванович Чуковский; eigentlich Nikolai Wassiljewitsch Korneitschukow bzw. russ. Николай Васильевич Корнейчуков; * 19. Märzjul. / 31. März 1882greg. in Sankt Petersburg; † 28. Oktober 1969 in Moskau) war ein russischer und sowjetischer Dichter, Literaturkritiker, Übersetzer und Autor zahlreicher Kinderbücher.

## Leben und Werk
Tschukowski wurde in Sankt Petersburg als unehelicher Sohn des Juden Emmanuel Lewenson und dessen Haushälterin, der russischen Bäuerin Jekaterina Korneitschukowa aus der ukrainischen Stadt Poltawa, geboren. Als seine Eltern sich trennten, zog er im Alter von drei Jahren mit seiner Mutter nach Odessa, wo er später zunächst ein Gymnasium besuchte, in der fünften Klasse jedoch aufgrund seiner „zu einfachen“ Abstammung der Schule verwiesen wurde. Trotz permanenter Armut, in der die Familie leben musste, bildete sich Tschukowski danach verstärkt im Selbststudium und erlernte so auch Englisch und Französisch.
Seine berufliche Laufbahn begann er 1901 als Publizist und Literaturkritiker in der Zeitung Odesskije Nowosti (zu Deutsch „Odessaer Nachrichten“). 1903 wurde er Korrespondent dieser Zeitung in London, zog dorthin und lebte dort ein Jahr lang. In dieser Zeit hatte er unter anderem Aufsätze über Werke der englischen Literatur in der russischen Presse publiziert. Nach der Rückkehr nach Russland arbeitete Tschukowski weiterhin als Literaturkritiker. 1905 gründete er, auch unter dem Eindruck der Russischen Revolution von 1905, eine satirische Zeitschrift namens Signal, in der unter anderem auch regimekritische Gedichte und Karikaturen gedruckt wurden. Unter den Autoren der Zeitschrift waren auch bekannte Namen wie Alexander Kuprin, Fjodor Sologub oder Nadeschda Teffi. Aufgrund der unbequemen Publikationen wurde Tschukowski nach der vierten Ausgabe der Zeitschrift verhaftet und wegen Beleidigung des Zaren vor Gericht gestellt, jedoch freigesprochen.

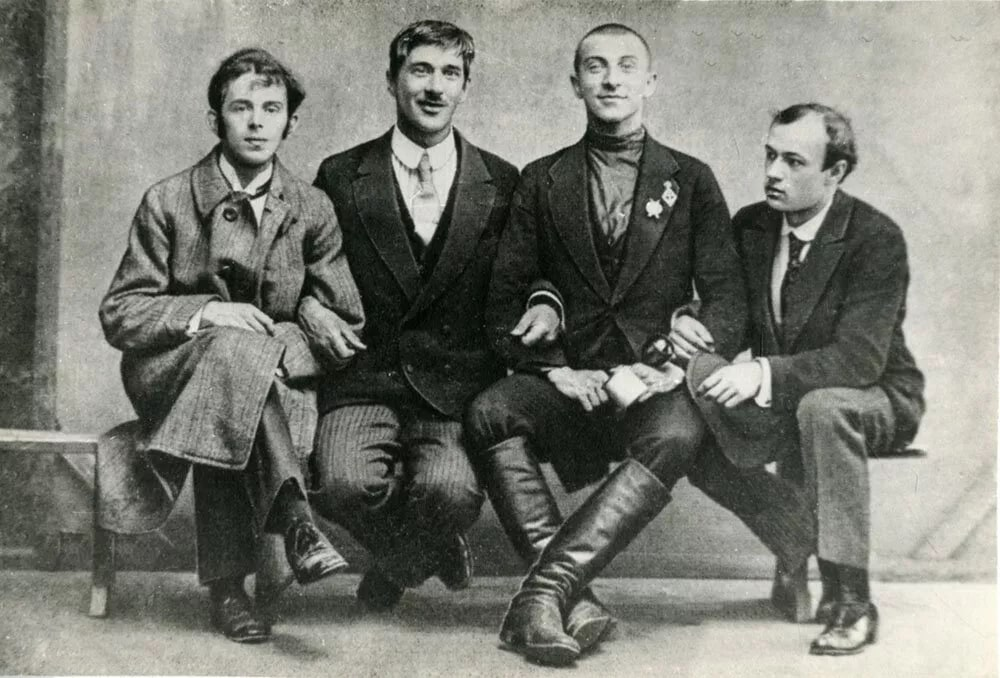
O. Mandelstam, K. Tschukowski, B. Liwschiz, J. Annenkow v. l. n. r. (1914)

1906 zog Tschukowski nach Karelien in das damalige Dorf Kuokkala. Dort lebte er rund zehn Jahre lang und freundete sich in dieser Zeit unter anderem mit dem renommierten Maler Ilja Repin und dem Schriftsteller Wladimir Korolenko an. Aus dieser Zeit stammen auch Tschukowskis Übersetzungen der Werke Walt Whitmans ins Russische. Außerdem begann Tschukowski etwa um 1915, sich für Kindersprache und das Schreiben von Kinderbüchern zu interessieren. 1916 schrieb er sein erstes Märchen namens „Das Krokodil“ und übernahm im gleichen Jahr auf Einladung Maxim Gorkis die Leitung der Kinderbuchabteilung des Verlages Parus (zu Deutsch „Segel“). Seitdem schrieb er des Öfteren märchenhafte Gedichte für Kinder, unter anderem so bekannte Werke wie Moidodyr (russ. Мойдодыр, zu Deutsch etwa „Waschblitzsauber“), Tarakanischtsche (russ. Тараканище, „Der Riesenkakerlak“) oder Aibolit (russ. Айболит, „Dr. Auweh“; angelehnt an Hugh Loftings „Doktor Dolittle und seine Tiere“). Außerdem gab er 1933 das Buch Von Zwei bis Fünf (russ. От двух до пяти) heraus, in dem er ausführlich seine Eindrücke und Beobachtungen des Sprachverhaltens von Kleinkindern schilderte.
In der Stalin-Epoche geriet Tschukowski mit seinen Werken bei den Machthabern in Ungnade – auch und insbesondere mit etlichen seiner Kinderbücher, da unter anderem das Märchen von dem Riesenkakerlak von einigen regimetreuen Kritikern jener Zeit als ein Pamphlet gegen Stalin angeprangert wurde. Trotzdem war es ihm 1924 gelungen, für die ebenfalls diskriminierte Jugendbuchautorin und Theaterschauspielerin Lidija Tscharskaja eine Theaterpension zu erwirken. Viele Werke Tschukowskis wurden verboten und erst in der Tauwetter-Periode nach Stalins Tod und der Machtergreifung Nikita Chruschtschows wieder freigegeben. 1957, wiederum also erst nach Stalins Tod, wurde Tschukowski für sein Werk mit dem Leninorden ausgezeichnet. 1962 verlieh ihm außerdem die University of Oxford die Ehrendoktorwürde.

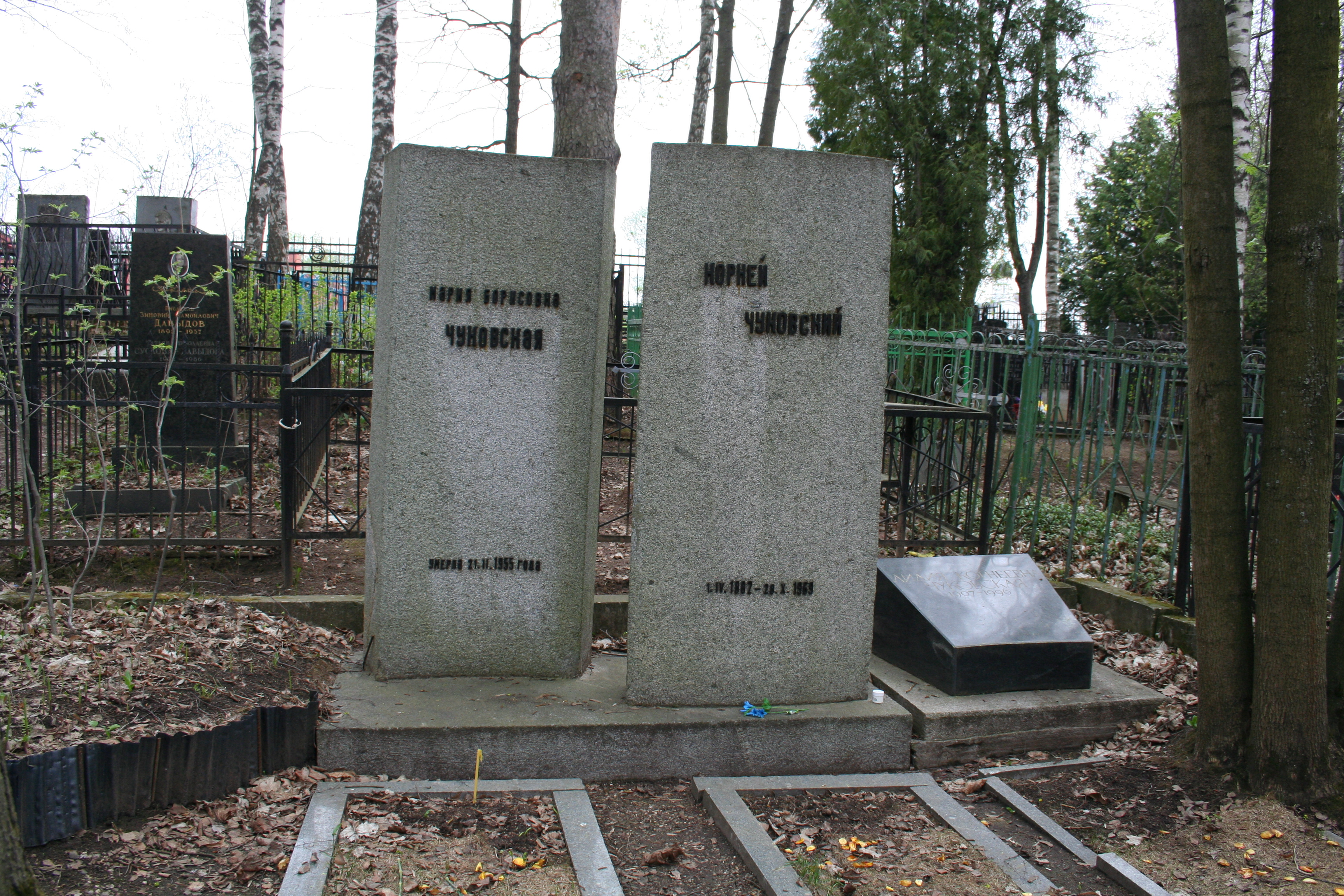
Grab von Kornei Tschukowski und Lidija Tschukowskaja in Peredelkino

In seinen letzten Lebensjahren widmete sich Tschukowski wieder verstärkt der Literaturkritik und schrieb unter anderem Bücher, die sich jeweils ganz dem Werk einiger bekannter Autoren widmeten, so unter anderem Nikolai Nekrassow, Juri Tynjanow oder Michail Soschtschenko. Auch nach seiner Rehabilitation zu Chruschtschow-Zeiten behielt er eine gewisse Distanz zur Staatsmacht; so war er unter anderem der einzige sowjetische Schriftsteller, der Boris Pasternak offiziell zu seiner Auszeichnung mit dem Literatur-Nobelpreis gratulierte. Seine Tochter Lidija Tschukowskaja (1907–1996) und sein Sohn Nikolai Tschukowski (1905–1965) waren ebenfalls schriftstellerisch tätig. Lidija, langjährige Freundin der Dichterin Anna Achmatowa, galt als sehr regimekritisch und hatte aus diesem Grund fast ihr Leben lang mit Schikanen und Berufsverbot zu kämpfen.
Einen Großteil seiner letzten Jahre lebte Kornei Tschukowski in der Künstlersiedlung Peredelkino bei Moskau, wo bis heute in seinem ehemaligen Landhaus ein Museum besteht. In Peredelkino fand Tschukowski auch seine letzte Ruhe, nachdem er 1969 an einer Virushepatitis gestorben war.

## Werk
- (als Kornej Tschukowskij) Tschechow, in Tschechow, Werke in 3 Bänden. Novellen, Erzählungen, Dramen, Bd. 3, Übers. Johannes von Guenther. Heinrich Ellermann, Hamburg 1963, S. 781 – 850 (ein Lebensbild, mit bes. Würdigung seiner Person)